# Melalgus truncatus
Melalgus truncatus là một loài bọ cánh cứng trong họ Bostrichidae. Loài này được Guerin-Meneville miêu tả khoa học năm 1844.